# Кошляков, Владимир Николаевич
Владимир Николаевич Кошляков (укр. Володимир Миколайович Кошляков; 21 декабря 1922, Симферополь — 16 февраля 2009, Киев) — советский и украинский математик, механик и физик. Доктор физико-математических наук (1961), профессор (1966). Действительный член НАН Украины (1992). Лауреат Государственной премии СССР (1976).

## Биография
Родился 21 декабря 1922 года в Симферополе. Отец — Николай Сергеевич Кошляков (1891—1958), математик, член-корреспондент АН СССР. Брат — Михаил Николаевич Кошляков (1930—2021), океанолог. Мать — Екатерина Арсеньевна Кошлякова (урождённая Маркевич; 1894—1981), дочь крымского историка и краеведа А. И. Маркевича, выпускница Симферопольской гимназии. С 1921 года семья проживала в Петрограде (позднее Ленинград), где Владимир окончил школу.
Пережил блокаду Ленинграда. Окончил Ленинградский институт точной механики и оптики (1948), где затем учился в аспирантуре. В 1952 году защитил диссертацию, став кандидатом технических наук. После получения научной степень начал работал в научно-исследовательских учреждениях Министерства судостроительной промышленности СССР. В 1961 году защитил докторскую диссертацию.
В июле 1963 году переехал в Киев, где стал старшим научным сотрудником Института математики АН УССР. Спустя два года был назначен руководителем отдел аналитической механики Института математики. В 1965 году возглавил Научную школу механиков-гироскопистов Украины, созданную академиком Александром Ишлинским. Кроме того, являлся профессором Киевского государственного университета имени Тараса Шевченко (1963—1965) и Киевского политехнического института (1978—1994).
В 1978 году он был избран членом-корреспондентом АН УССР, а в 1992 году — действительным членом Академии наук Украины. В 1996 году избран почётным членом Международной академии навигации и управления движением.
С 2003 по 2009 года — главный научный сотрудник Института математики НАН Украины.
Скончался 16 февраля 2009 года в Киеве. Похоронен вместе с женой на Байковом кладбище (участок № 33).

## Научная деятельность
Работал в области механики твёрдого тела и теории гироскопов. На основе полученных Кошляковым данных по теории двухроторных гироскопических компасов была повышена точность и надёжность приборов, после чего они были поставлены на серийное производство и использовались на советских кораблях. Кошляков — автор более 100 научных работ, включая монографии «Теория гироскопических компасов» (1972), «Задачи динамики твёрдого тела и прикладной теории гироскопов» (1985) и «Параметры Родрига-Гамильтона и их приложения в механике твёрдого тела» (1994). На основе его лекций был издан учебник «Краткий курс теоретической механики» (1993). Среди его учеников 6 докторов и 11 кандидатов наук.
С 1978 по 1990 год являлся научным консультантом московского НИИ «Дельфин». Участвовал в создании ИНС «Тавда», «ГКУ-1», «ГКУ-2».

## Личная жизнь
- Супруга — Валерия Александровна Гукович (род. 1925) — отоларинголог, доктор медицинских наук[8].

## Награды
- Заслуженный деятель науки и техники Украины (2003)[7]
- Орден Трудового Красного Знамени (1982)[7]
- Орден «Знак Почёта» (1963)[7]
- Государственная премия СССР (1976)[7]
- Премия имени М. Лаврентьева НАН Украины (2003)[7]
- Премия имени Н. М. Крылова (1987)[7]